# 大果忍冬
大果忍冬（学名：Lonicera hildebrandiana）是忍冬科忍冬属的植物。分布于泰国、缅甸以及中国大陆的云南、广西等地，生长于海拔1,070米至2,300米的地区，常生长在林内或林缘湿润地灌丛中，目前尚未由人工引种栽培。